# Okręg wyborczy nr 9 do Sejmu Rzeczypospolitej Polskiej
Okręg wyborczy nr 9 do Sejmu Rzeczypospolitej Polskiej obejmuje obszar miasta na prawach powiatu Łodzi oraz powiatów brzezińskiego i łódzkiego wschodniego (województwo łódzkie). W obecnym kształcie został utworzony w 2001. Wybieranych jest w nim 10 posłów w systemie proporcjonalnym (do 2005 wybierano 11 posłów).
Siedzibą okręgowej komisji wyborczej jest Łódź.

## Wyniki wyborów
| Podział 11 mandatów: SLD–UP: 6 Samoobrona: 1 PO: 2 PiS: 1 LPR: 1 |

| Podział 10 mandatów: SLD: 2 Samoobrona: 1 PO: 3 PiS: 3 LPR: 1 |

| Podział 10 mandatów: LiD: 2 PO: 5 PiS: 3 |

| Podział 10 mandatów: SLD: 1 RP: 1 PO: 5 PiS: 3 |

| Podział 10 mandatów: NRP: 1 K’15: 1 PO: 4 PiS: 4 |

| Podział 10 mandatów: SLD: 2 KO: 4 PiS: 4 |

| Podział 10 mandatów: NL: 1 KO: 5 TD: 1 PiS: 3 |

## Reprezentanci okręgu
| Sejm | Rok  | Poseł KW             | Poseł KW          | Poseł KW                 | Poseł KW                        | Poseł KW                          | Poseł KW               | Poseł KW           | Poseł KW                                       | Poseł KW         | Poseł KW           | Poseł KW             | Poseł KW                 | Poseł KW | Poseł KW            | Poseł KW           | Poseł KW             | Poseł KW | Poseł KW                      | Poseł KW | Poseł KW                              | Poseł KW | Poseł KW             |
| ---- | ---- | -------------------- | ----------------- | ------------------------ | ------------------------------- | --------------------------------- | ---------------------- | ------------------ | ---------------------------------------------- | ---------------- | ------------------ | -------------------- | ------------------------ | -------- | ------------------- | ------------------ | -------------------- | -------- | ----------------------------- | -------- | ------------------------------------- | -------- | -------------------- |
| IV   | 2001 |                      | L. Miller SLD–UP  |                          | K. Rutkowski Samoobrona         |                                   | E. Więcławska-Sauk PiS |                    | I. Śledzińska-Katarasińska PO (2001) KO (2019) |                  | M. Drzewiecki PO   |                      | U. Krupa LPR             |          | Z. Kaniewski SLD–UP |                    | E. Kralkowska SLD–UP |          | K. Baszczyński SLD–UP         |          | E. Jankowska SLD–UP (2001) SLD (2005) |          | A. Murynowicz SLD–UP |
| IV   | 2004 | E. Sowińska LPR      | L. Miller SLD–UP  |                          | K. Rutkowski Samoobrona         |                                   | E. Więcławska-Sauk PiS |                    | I. Śledzińska-Katarasińska PO (2001) KO (2019) |                  | M. Drzewiecki PO   |                      |                          |          | Z. Kaniewski SLD–UP |                    | E. Kralkowska SLD–UP |          | K. Baszczyński SLD–UP         |          | E. Jankowska SLD–UP (2001) SLD (2005) |          | A. Murynowicz SLD–UP |
| V    | 2005 | E. Sowińska LPR      |                   | P. Krzywicki PiS         | P. Misztal Samoobrona           | J. Jagiełło PiS                   |                        | J. Skrzydlewska PO | I. Śledzińska-Katarasińska PO (2001) KO (2019) | S. Pawłowski SLD | M. Drzewiecki PO   |                      | M. Bartyzel PiS          | —        | —                   |                    |                      |          |                               |          | E. Jankowska SLD–UP (2001) SLD (2005) |          |                      |
| V    | 2006 | M. Orzechowski LPR   |                   | P. Krzywicki PiS         | P. Misztal Samoobrona           | J. Jagiełło PiS                   |                        | J. Skrzydlewska PO | I. Śledzińska-Katarasińska PO (2001) KO (2019) | S. Pawłowski SLD | M. Drzewiecki PO   |                      | M. Bartyzel PiS          | —        | —                   |                    |                      |          |                               |          | E. Jankowska SLD–UP (2001) SLD (2005) |          |                      |
| VI   | 2007 |                      | C. Grabarczyk PO  | P. Krzywicki PiS         |                                 | J. Jagiełło PiS                   | H. Zdanowska PO        | J. Skrzydlewska PO | I. Śledzińska-Katarasińska PO (2001) KO (2019) |                  | M. Drzewiecki PO   | W. Olejniczak LiD    | J. Kluzik-Rostkowska PiS | —        | —                   |                    | Z. Janowska LiD      |          |                               |          |                                       |          |                      |
| VI   | 2009 | S. Worach PiS        | C. Grabarczyk PO  | J. Stolarczyk PO         | S. Pawłowski LiD                | J. Jagiełło PiS                   | H. Zdanowska PO        |                    | I. Śledzińska-Katarasińska PO (2001) KO (2019) |                  | M. Drzewiecki PO   |                      | J. Kluzik-Rostkowska PiS | —        | —                   |                    | Z. Janowska LiD      |          |                               |          |                                       |          |                      |
| VI   | 2010 | S. Worach PiS        | C. Grabarczyk PO  | J. Stolarczyk PO         | S. Pawłowski LiD                | J. Jagiełło PiS                   | J. Godson PO           |                    | I. Śledzińska-Katarasińska PO (2001) KO (2019) |                  | M. Drzewiecki PO   |                      | J. Kluzik-Rostkowska PiS | —        | —                   |                    | Z. Janowska LiD      |          |                               |          |                                       |          |                      |
| VII  | 2011 | W. Waszczykowski PiS | C. Grabarczyk PO  | K. Kwiatkowski PO        | M. Niemczyk PO (2011) KO (2019) | J. Jagiełło PiS                   | J. Godson PO           |                    | I. Śledzińska-Katarasińska PO (2001) KO (2019) | D. Joński SLD    | J. Tomaszewski PiS |                      | R. Kotliński RP          | —        | —                   |                    |                      |          |                               |          |                                       |          |                      |
| VII  | 2013 | W. Waszczykowski PiS | C. Grabarczyk PO  | E. Królikowska-Kińska PO | M. Niemczyk PO (2011) KO (2019) | J. Jagiełło PiS                   | J. Godson PO           |                    | I. Śledzińska-Katarasińska PO (2001) KO (2019) | D. Joński SLD    | J. Tomaszewski PiS |                      | R. Kotliński RP          | —        | —                   |                    |                      |          |                               |          |                                       |          |                      |
| VIII | 2015 | P. Gliński PiS       | C. Grabarczyk PO  | J. Kopcińska PiS         | M. Niemczyk PO (2011) KO (2019) | W. Nykiel PO                      |                        | W. Buda PiS        | I. Śledzińska-Katarasińska PO (2001) KO (2019) |                  | P. Apel K’15       | P. Pszczółkowski PiS |                          | —        | —                   | K. Lubnauer .N     |                      |          |                               |          |                                       |          |                      |
| VIII | 2015 | P. Gliński PiS       | C. Grabarczyk PO  | J. Kopcińska PiS         | M. Niemczyk PO (2011) KO (2019) | W. Nykiel PO                      | A. Kaczorowska PiS     | W. Buda PiS        | I. Śledzińska-Katarasińska PO (2001) KO (2019) |                  | P. Apel K’15       |                      |                          | —        | —                   | K. Lubnauer .N     |                      |          |                               |          |                                       |          |                      |
| VIII | 2019 | P. Gliński PiS       | C. Grabarczyk PO  | R. Sasin PiS             | M. Niemczyk PO (2011) KO (2019) | W. Nykiel PO                      | A. Kaczorowska PiS     | W. Buda PiS        | I. Śledzińska-Katarasińska PO (2001) KO (2019) |                  | P. Apel K’15       |                      |                          | —        | —                   | K. Lubnauer .N     |                      |          |                               |          |                                       |          |                      |
| IX   | 2019 | P. Gliński PiS       |                   | T. Zimoch KO             | M. Niemczyk PO (2011) KO (2019) | W. Tomaszewski PiS                |                        | W. Buda PiS        | I. Śledzińska-Katarasińska PO (2001) KO (2019) |                  | K. Piątkowski KO   |                      |                          | —        | —                   | H. Gill-Piątek SLD | Z. Rau PiS           |          | T. Trela SLD (2019) NL (2023) |          |                                       |          |                      |
| X    | 2023 |                      | E. Szymanowska TD | A. Wiśniewska KO         | M. Niemczyk PO (2011) KO (2019) | A. Wojciechowska van Heukelom PiS | P. Bliźniuk KO         | W. Buda PiS        | M. Józefaciuk KO                               |                  | D. Joński KO       |                      |                          | —        | —                   |                    | Z. Rau PiS           |          | T. Trela SLD (2019) NL (2023) |          |                                       |          |                      |
| X    | 2024 | W. Tomaszewski PiS   | E. Szymanowska TD | A. Wiśniewska KO         | M. Niemczyk PO (2011) KO (2019) | A. Wojciechowska van Heukelom PiS | P. Bliźniuk KO         | K. Piątkowski KO   | M. Józefaciuk KO                               |                  |                    |                      |                          | —        | —                   |                    | Z. Rau PiS           |          | T. Trela SLD (2019) NL (2023) |          |                                       |          |                      |

### Wybory parlamentarne 2001
| Komitet wyborczy                                      | Komitet wyborczy                              | Głosów  | %     | Mandaty | Wybrani posłowie                                                                                                |
| ----------------------------------------------------- | --------------------------------------------- | ------- | ----- | ------- | --- |
|                                                       | KKW Sojusz Lewicy Demokratycznej – Unia Pracy | 174 923 | 52,19 | 6       | Leszek Miller, Zbigniew Kaniewski, Ewa Kralkowska, Krzysztof Baszczyński, Alicja Murynowicz, Elżbieta Jankowska |
|                                                       | KWW Platforma Obywatelska                     | 40 567  | 12,10 | 2       | Iwona Śledzińska-Katarasińska, Mirosław Drzewiecki                                                              |
|                                                       | Prawo i Sprawiedliwość                        | 33 116  | 9,88  | 1       | Elżbieta Więcławska                                                                                             |
|                                                       | Liga Polskich Rodzin                          | 24 609  | 7,34  | 1       | Urszula Krupa, Ewa Sowińska                                                                                     |
|                                                       | Samoobrona Rzeczpospolitej Polskiej           | 22 423  | 6,69  | 1       | Krzysztof Rutkowski                                                                                             |
|                                                       | KKW Akcja Wyborcza Solidarność Prawicy        | 19 110  | 5,70  | –       | |
|                                                       | Unia Wolności                                 | 10 783  | 3,22  | –       | |
|                                                       | Polskie Stronnictwo Ludowe                    | 7870    | 2,35  | –       | |
|                                                       | Alternatywa Ruch Społeczny                    | 780     | 0,23  | –       | |
|                                                       | Polska Partia Socjalistyczna                  | 648     | 0,19  | –       | |
|                                                       | Polska Wspólnota Narodowa                     | 328     | 0,10  | –       | |
| Frekwencja: 48,54% Źródło: Państwowa Komisja Wyborcza |                                               |         |       |         | |

Poniższa tabela przedstawia podział mandatów dla komitetów wyborczych na podstawie uzyskanych głosów, a następnie obliczonych ilorazów wyborczych na podstawie zmodyfikowanej metody Sainte-Laguë.
|        | KKW Sojusz Lewicy Demokratycznej – Unia Pracy | 174 923 | 124 945 | 58 308 | 34 985 | 24 989 | 19 436 | 15 902 | 13 456 | ... | 8330 | 6  | 6,34 |
|        | KWW Platforma Obywatelska                     | 40 567  | 28 976  | 13 522 | 8113   | 5795   | 4507   | 3688   | 3121   | ... | 1932 | 2  | 1,47 |
|        | Prawo i Sprawiedliwość                        | 33 116  | 23 654  | 11 039 | 6623   | 4731   | 3680   | 3011   | 2547   | ... | 1577 | 1  | 1,20 |
|        | Liga Polskich Rodzin                          | 24 609  | 17 578  | 8203   | 4922   | 3516   | 2734   | 2237   | 1893   | ... | 1172 | 1  | 0,89 |
|        | Samoobrona Rzeczpospolitej Polskiej           | 22 423  | 16 016  | 7474   | 4485   | 3203   | 2491   | 2038   | 1725   | ... | 1068 | 1  | 0,81 |
|        | Polskie Stronnictwo Ludowe                    | 7870    | 5621    | 2623   | 1574   | 1124   | 874    | 715    | 605    | ... | 375  | 0  | 0,29 |
| Ogółem | Ogółem                                        | 303 508 | —       | —      | —      | —      | —      | —      | —      | —   | —    | 11 | 11   |

### Wybory parlamentarne 2005
| Komitet wyborczy                                      | Komitet wyborczy                        | Głosów | %     | Mandaty | Wybrani posłowie                                                        |
| ----------------------------------------------------- | --------------------------------------- | ------ | ----- | ------- | ----------------------------------------------------------------------- |
|                                                       | Prawo i Sprawiedliwość                  | 72 435 | 24,63 | 3       | Piotr Krzywicki, Jarosław Jagiełło, Małgorzata Bartyzel                 |
|                                                       | Platforma Obywatelska RP                | 71 463 | 24,30 | 3       | Iwona Śledzińska-Katarasińska, Joanna Skrzydlewska, Mirosław Drzewiecki |
|                                                       | Sojusz Lewicy Demokratycznej            | 41 511 | 14,12 | 2       | Sylwester Pawłowski, Elżbieta Jankowska                                 |
|                                                       | Samoobrona Rzeczpospolitej Polskiej     | 25 382 | 8,63  | 1       | Piotr Misztal                                                           |
|                                                       | Liga Polskich Rodzin                    | 22 474 | 7,64  | 1       | Ewa Sowińska, Mirosław Orzechowski                                      |
|                                                       | Partia Demokratyczna – demokraci.pl     | 17 746 | 6,04  | –       |                                                                         |
|                                                       | Socjaldemokracja Polska                 | 16 807 | 5,72  | –       |                                                                         |
|                                                       | Platforma Janusza Korwin-Mikke          | 6919   | 2,35  | –       |                                                                         |
|                                                       | Polskie Stronnictwo Ludowe              | 6275   | 2,13  | –       |                                                                         |
|                                                       | Ruch Patriotyczny                       | 4951   | 1,68  | –       |                                                                         |
|                                                       | Polska Partia Pracy                     | 3449   | 1,17  | –       |                                                                         |
|                                                       | KWW Społeczni Ratownicy                 | 982    | 0,33  | –       |                                                                         |
|                                                       | Polska Partia Narodowa                  | 835    | 0,28  | –       |                                                                         |
|                                                       | Centrum                                 | 831    | 0,28  | –       |                                                                         |
|                                                       | Inicjatywa RP                           | 789    | 0,27  | –       |                                                                         |
|                                                       | KWW – Ogólnopolska Koalicja Obywatelska | 620    | 0,21  | –       |                                                                         |
|                                                       | Narodowe Odrodzenie Polski              | 582    | 0,20  | –       |                                                                         |
| Frekwencja: 43,62% Źródło: Państwowa Komisja Wyborcza |                                         |        |       |         |                                                                         |

Poniższa tabela przedstawia podział mandatów dla komitetów wyborczych na podstawie uzyskanych głosów, a następnie obliczonych ilorazów wyborczych na podstawie metody D’Hondta.
| Podział mandatów dla komitetów wyborczych na podstawie metody D’Hondta | Podział mandatów dla komitetów wyborczych na podstawie metody D’Hondta | Podział mandatów dla komitetów wyborczych na podstawie metody D’Hondta | Podział mandatów dla komitetów wyborczych na podstawie metody D’Hondta | Podział mandatów dla komitetów wyborczych na podstawie metody D’Hondta | Podział mandatów dla komitetów wyborczych na podstawie metody D’Hondta | Podział mandatów dla komitetów wyborczych na podstawie metody D’Hondta | Podział mandatów dla komitetów wyborczych na podstawie metody D’Hondta | Podział mandatów dla komitetów wyborczych na podstawie metody D’Hondta | Podział mandatów dla komitetów wyborczych na podstawie metody D’Hondta | Podział mandatów dla komitetów wyborczych na podstawie metody D’Hondta |
| Komitet wyborczy                                                       | Komitet wyborczy                                                       | Liczba głosów                                                          | Iloraz wyborczy                                                        | Iloraz wyborczy                                                        | Iloraz wyborczy                                                        | Iloraz wyborczy                                                        | Iloraz wyborczy                                                        | Iloraz wyborczy                                                        | Mandaty                                                                | TP                                                                     |
| Komitet wyborczy                                                       | Komitet wyborczy                                                       | Liczba głosów                                                          | /1                                                                     | /2                                                                     | /3                                                                     | /4                                                                     | ...                                                                    | /10                                                                    | Mandaty                                                                | TP                                                                     |
| ---------------------------------------------------------------------- | ---------------------------------------------------------------------- | ---------------------------------------------------------------------- | ---------------------------------------------------------------------- | ---------------------------------------------------------------------- | ---------------------------------------------------------------------- | ---------------------------------------------------------------------- | ---------------------------------------------------------------------- | ---------------------------------------------------------------------- | ---------------------------------------------------------------------- | ---------------------------------------------------------------------- |
|                                                                        | Prawo i Sprawiedliwość                                                 | 72 435                                                                 | 72 435                                                                 | 36 218                                                                 | 24 145                                                                 | 18 109                                                                 | ...                                                                    | 7244                                                                   | 3                                                                      | 3,02                                                                   |
|                                                                        | Platforma Obywatelska RP                                               | 71 463                                                                 | 71 463                                                                 | 35 732                                                                 | 23 821                                                                 | 17 866                                                                 | ...                                                                    | 7146                                                                   | 3                                                                      | 2,98                                                                   |
|                                                                        | Sojusz Lewicy Demokratycznej                                           | 41 511                                                                 | 41 511                                                                 | 20 756                                                                 | 13 837                                                                 | 10 378                                                                 | ...                                                                    | 4151                                                                   | 2                                                                      | 1,73                                                                   |
|                                                                        | Samoobrona Rzeczpospolitej Polskiej                                    | 25 382                                                                 | 25 382                                                                 | 12 691                                                                 | 8461                                                                   | 6346                                                                   | ...                                                                    | 2538                                                                   | 1                                                                      | 1,06                                                                   |
|                                                                        | Liga Polskich Rodzin                                                   | 22 474                                                                 | 22 474                                                                 | 11 237                                                                 | 7491                                                                   | 5619                                                                   | ...                                                                    | 2247                                                                   | 1                                                                      | 0,94                                                                   |
|                                                                        | Polskie Stronnictwo Ludowe                                             | 6275                                                                   | 6275                                                                   | 3138                                                                   | 2092                                                                   | 1569                                                                   | ...                                                                    | 628                                                                    | 0                                                                      | 0,26                                                                   |
| Ogółem                                                                 | Ogółem                                                                 | 239 540                                                                | —                                                                      | —                                                                      | —                                                                      | —                                                                      | —                                                                      | —                                                                      | 10                                                                     | 10                                                                     |

### Wybory parlamentarne 2007
| Komitet wyborczy                                      | Komitet wyborczy                      | Głosów  | %     | Mandaty | Wybrani posłowie |
| ----------------------------------------------------- | ------------------------------------- | ------- | ----- | ------- | --- |
|                                                       | Platforma Obywatelska RP              | 193 124 | 45,68 | 5       | Cezary Grabarczyk, Mirosław Drzewiecki, Joanna Skrzydlewska, Iwona Śledzińska-Katarasińska, Hanna Zdanowska, Jarosław Stolarczyk, John Godson |
|                                                       | Prawo i Sprawiedliwość                | 117 716 | 27,85 | 3       | Joanna Kluzik-Rostkowska, Jarosław Jagiełło, Piotr Krzywicki, Sławomir Worach                                                                 |
|                                                       | KKW Lewica i Demokraci SLD+SDPL+PD+UP | 75 125  | 17,77 | 2       | Wojciech Olejniczak, Zdzisława Janowska, Sylwester Pawłowski                                                                                  |
|                                                       | Polskie Stronnictwo Ludowe            | 15 395  | 3,64  | –       | |
|                                                       | Partia Kobiet                         | 7259    | 1,72  | –       | |
|                                                       | Samoobrona Rzeczpospolitej Polskiej   | 6150    | 1,45  | –       | |
|                                                       | Liga Polskich Rodzin                  | 4780    | 1,13  | –       | |
|                                                       | Polska Partia Pracy                   | 3205    | 0,76  | –       | |
| Frekwencja: 61,98% Źródło: Państwowa Komisja Wyborcza |                                       |         |       |         | |

Poniższa tabela przedstawia podział mandatów dla komitetów wyborczych na podstawie uzyskanych głosów, a następnie obliczonych ilorazów wyborczych na podstawie metody D’Hondta.
| Podział mandatów dla komitetów wyborczych na podstawie metody D’Hondta | Podział mandatów dla komitetów wyborczych na podstawie metody D’Hondta | Podział mandatów dla komitetów wyborczych na podstawie metody D’Hondta | Podział mandatów dla komitetów wyborczych na podstawie metody D’Hondta | Podział mandatów dla komitetów wyborczych na podstawie metody D’Hondta | Podział mandatów dla komitetów wyborczych na podstawie metody D’Hondta | Podział mandatów dla komitetów wyborczych na podstawie metody D’Hondta | Podział mandatów dla komitetów wyborczych na podstawie metody D’Hondta | Podział mandatów dla komitetów wyborczych na podstawie metody D’Hondta | Podział mandatów dla komitetów wyborczych na podstawie metody D’Hondta | Podział mandatów dla komitetów wyborczych na podstawie metody D’Hondta | Podział mandatów dla komitetów wyborczych na podstawie metody D’Hondta | Podział mandatów dla komitetów wyborczych na podstawie metody D’Hondta |
| Komitet wyborczy                                                       | Komitet wyborczy                                                       | Liczba głosów                                                          | Iloraz wyborczy                                                        | Iloraz wyborczy                                                        | Iloraz wyborczy                                                        | Iloraz wyborczy                                                        | Iloraz wyborczy                                                        | Iloraz wyborczy                                                        | Iloraz wyborczy                                                        | Iloraz wyborczy                                                        | Mandaty                                                                | TP                                                                     |
| Komitet wyborczy                                                       | Komitet wyborczy                                                       | Liczba głosów                                                          | /1                                                                     | /2                                                                     | /3                                                                     | /4                                                                     | /5                                                                     | /6                                                                     | ...                                                                    | /10                                                                    | Mandaty                                                                | TP                                                                     |
| ---------------------------------------------------------------------- | ---------------------------------------------------------------------- | ---------------------------------------------------------------------- | ---------------------------------------------------------------------- | ---------------------------------------------------------------------- | ---------------------------------------------------------------------- | ---------------------------------------------------------------------- | ---------------------------------------------------------------------- | ---------------------------------------------------------------------- | ---------------------------------------------------------------------- | ---------------------------------------------------------------------- | ---------------------------------------------------------------------- | ---------------------------------------------------------------------- |
|                                                                        | Platforma Obywatelska RP                                               | 193 124                                                                | 193 124                                                                | 96 562                                                                 | 64 375                                                                 | 48 281                                                                 | 38 625                                                                 | 32 187                                                                 | ...                                                                    | 19 312                                                                 | 5                                                                      | 4,81                                                                   |
|                                                                        | Prawo i Sprawiedliwość                                                 | 117 716                                                                | 117 716                                                                | 58 858                                                                 | 39 239                                                                 | 29 429                                                                 | 23 543                                                                 | 19 619                                                                 | ...                                                                    | 11 772                                                                 | 3                                                                      | 2,93                                                                   |
|                                                                        | KKW Lewica i Demokraci SLD+SDPL+PD+UP                                  | 75 125                                                                 | 75 125                                                                 | 37 563                                                                 | 25 042                                                                 | 18 781                                                                 | 15 025                                                                 | 12 521                                                                 | ...                                                                    | 7513                                                                   | 2                                                                      | 1,87                                                                   |
|                                                                        | Polskie Stronnictwo Ludowe                                             | 15 395                                                                 | 15 395                                                                 | 7698                                                                   | 5132                                                                   | 3849                                                                   | 3079                                                                   | 2566                                                                   | ...                                                                    | 1540                                                                   | 0                                                                      | 0,38                                                                   |
| Ogółem                                                                 | Ogółem                                                                 | 401 360                                                                | —                                                                      | —                                                                      | —                                                                      | —                                                                      | —                                                                      | —                                                                      | —                                                                      | —                                                                      | 10                                                                     | 10                                                                     |

### Wybory parlamentarne 2011
| Komitet wyborczy                                      | Komitet wyborczy                              | Głosów  | %     | Mandaty | Wybrani posłowie |
| ----------------------------------------------------- | --------------------------------------------- | ------- | ----- | ------- | --- |
|                                                       | Platforma Obywatelska RP                      | 171 750 | 47,41 | 5       | Krzysztof Kwiatkowski, John Godson, Cezary Grabarczyk, Iwona Śledzińska-Katarasińska, Małgorzata Niemczyk, Elżbieta Królikowska-Kińska |
|                                                       | Prawo i Sprawiedliwość                        | 90 558  | 25,00 | 3       | Witold Waszczykowski, Dariusz Barski, Jan Tomaszewski, Jarosław Jagiełło                                                               |
|                                                       | Ruch Palikota                                 | 39 204  | 10,82 | 1       | Roman Kotliński |
|                                                       | Sojusz Lewicy Demokratycznej                  | 35 069  | 9,68  | 1       | Dariusz Joński |
|                                                       | Polskie Stronnictwo Ludowe                    | 9750    | 2,69  | –       | |
|                                                       | Nowa Prawica – Janusza Korwin-Mikke           | 7774    | 2,15  | –       | |
|                                                       | Polska Jest Najważniejsza                     | 5865    | 1,62  | –       | |
|                                                       | Polska Partia Pracy – Sierpień 80             | 1703    | 0,47  | –       | |
|                                                       | Nasz Dom Polska – Samoobrona Andrzeja Leppera | 590     | 0,16  | –       | |
| Frekwencja: 55,54% Źródło: Państwowa Komisja Wyborcza |                                               |         |       |         | |

Poniższa tabela przedstawia podział mandatów dla komitetów wyborczych na podstawie uzyskanych głosów, a następnie obliczonych ilorazów wyborczych na podstawie metody D’Hondta.
| Podział mandatów dla komitetów wyborczych na podstawie metody D’Hondta | Podział mandatów dla komitetów wyborczych na podstawie metody D’Hondta | Podział mandatów dla komitetów wyborczych na podstawie metody D’Hondta | Podział mandatów dla komitetów wyborczych na podstawie metody D’Hondta | Podział mandatów dla komitetów wyborczych na podstawie metody D’Hondta | Podział mandatów dla komitetów wyborczych na podstawie metody D’Hondta | Podział mandatów dla komitetów wyborczych na podstawie metody D’Hondta | Podział mandatów dla komitetów wyborczych na podstawie metody D’Hondta | Podział mandatów dla komitetów wyborczych na podstawie metody D’Hondta | Podział mandatów dla komitetów wyborczych na podstawie metody D’Hondta | Podział mandatów dla komitetów wyborczych na podstawie metody D’Hondta | Podział mandatów dla komitetów wyborczych na podstawie metody D’Hondta | Podział mandatów dla komitetów wyborczych na podstawie metody D’Hondta |
| Komitet wyborczy                                                       | Komitet wyborczy                                                       | Liczba głosów                                                          | Iloraz wyborczy                                                        | Iloraz wyborczy                                                        | Iloraz wyborczy                                                        | Iloraz wyborczy                                                        | Iloraz wyborczy                                                        | Iloraz wyborczy                                                        | Iloraz wyborczy                                                        | Iloraz wyborczy                                                        | Mandaty                                                                | TP                                                                     |
| Komitet wyborczy                                                       | Komitet wyborczy                                                       | Liczba głosów                                                          | /1                                                                     | /2                                                                     | /3                                                                     | /4                                                                     | /5                                                                     | /6                                                                     | ...                                                                    | /10                                                                    | Mandaty                                                                | TP                                                                     |
| ---------------------------------------------------------------------- | ---------------------------------------------------------------------- | ---------------------------------------------------------------------- | ---------------------------------------------------------------------- | ---------------------------------------------------------------------- | ---------------------------------------------------------------------- | ---------------------------------------------------------------------- | ---------------------------------------------------------------------- | ---------------------------------------------------------------------- | ---------------------------------------------------------------------- | ---------------------------------------------------------------------- | ---------------------------------------------------------------------- | ---------------------------------------------------------------------- |
|                                                                        | Platforma Obywatelska RP                                               | 171 750                                                                | 171 750                                                                | 85 875                                                                 | 57 250                                                                 | 42 938                                                                 | 34 350                                                                 | 28 625                                                                 | ...                                                                    | 17 175                                                                 | 5                                                                      | 4,96                                                                   |
|                                                                        | Prawo i Sprawiedliwość                                                 | 90 558                                                                 | 90 558                                                                 | 45 279                                                                 | 30 186                                                                 | 22 640                                                                 | 18 112                                                                 | 15 093                                                                 | ...                                                                    | 9056                                                                   | 3                                                                      | 2,61                                                                   |
|                                                                        | Ruch Palikota                                                          | 39 204                                                                 | 39 204                                                                 | 19 602                                                                 | 13 068                                                                 | 9801                                                                   | 7841                                                                   | 6534                                                                   | ...                                                                    | 3920                                                                   | 1                                                                      | 1,13                                                                   |
|                                                                        | Sojusz Lewicy Demokratycznej                                           | 35069                                                                  | 35 069                                                                 | 17 535                                                                 | 11 690                                                                 | 8767                                                                   | 7014                                                                   | 5845                                                                   | ...                                                                    | 3507                                                                   | 1                                                                      | 1,01                                                                   |
|                                                                        | Polskie Stronnictwo Ludowe                                             | 9750                                                                   | 9750                                                                   | 4875                                                                   | 3250                                                                   | 2438                                                                   | 1950                                                                   | 1625                                                                   | ...                                                                    | 975                                                                    | 0                                                                      | 0,28                                                                   |
| Ogółem                                                                 | Ogółem                                                                 | 346 331                                                                | —                                                                      | —                                                                      | —                                                                      | —                                                                      | —                                                                      | —                                                                      | —                                                                      | —                                                                      | 10                                                                     | 10                                                                     |

### Wybory parlamentarne 2015
| Komitet wyborczy                                      | Komitet wyborczy                             | Głosów  | %     | Mandaty | Wybrani posłowie                                                                                     |
| ----------------------------------------------------- | -------------------------------------------- | ------- | ----- | ------- | --- |
|                                                       | Platforma Obywatelska RP                     | 112 333 | 31,28 | 4       | Cezary Grabarczyk, Włodzimierz Nykiel, Iwona Śledzińska-Katarasińska, Małgorzata Niemczyk            |
|                                                       | Prawo i Sprawiedliwość                       | 107 350 | 29,90 | 4       | Piotr Gliński, Joanna Kopcińska, Waldemar Buda, Piotr Pszczółkowski, Alicja Kaczorowska, Roman Sasin |
|                                                       | KKW Zjednoczona Lewica SLD+TR+PPS+UP+Zieloni | 37 615  | 10,48 | –       | |
|                                                       | Nowoczesna Ryszarda Petru                    | 32 274  | 8,99  | 1       | Katarzyna Lubnauer                                                                                   |
|                                                       | KWW Kukiz’15                                 | 25 992  | 7,24  | 1       | Piotr Apel                                                                                           |
|                                                       | KORWiN                                       | 17 163  | 4,78  | –       | |
|                                                       | Partia Razem                                 | 16 627  | 4,63  | –       | |
|                                                       | Polskie Stronnictwo Ludowe                   | 9710    | 2,70  | –       | |
| Frekwencja: 56,74% Źródło: Państwowa Komisja Wyborcza |                                              |         |       |         | |

Poniższa tabela przedstawia podział mandatów dla komitetów wyborczych na podstawie uzyskanych głosów, a następnie obliczonych ilorazów wyborczych na podstawie metody D’Hondta.
| Podział mandatów dla komitetów wyborczych na podstawie metody D’Hondta | Podział mandatów dla komitetów wyborczych na podstawie metody D’Hondta | Podział mandatów dla komitetów wyborczych na podstawie metody D’Hondta | Podział mandatów dla komitetów wyborczych na podstawie metody D’Hondta | Podział mandatów dla komitetów wyborczych na podstawie metody D’Hondta | Podział mandatów dla komitetów wyborczych na podstawie metody D’Hondta | Podział mandatów dla komitetów wyborczych na podstawie metody D’Hondta | Podział mandatów dla komitetów wyborczych na podstawie metody D’Hondta | Podział mandatów dla komitetów wyborczych na podstawie metody D’Hondta | Podział mandatów dla komitetów wyborczych na podstawie metody D’Hondta | Podział mandatów dla komitetów wyborczych na podstawie metody D’Hondta | Podział mandatów dla komitetów wyborczych na podstawie metody D’Hondta |
| Komitet wyborczy                                                       | Komitet wyborczy                                                       | Liczba głosów                                                          | Iloraz wyborczy                                                        | Iloraz wyborczy                                                        | Iloraz wyborczy                                                        | Iloraz wyborczy                                                        | Iloraz wyborczy                                                        | Iloraz wyborczy                                                        | Iloraz wyborczy                                                        | Mandaty                                                                | TP                                                                     |
| Komitet wyborczy                                                       | Komitet wyborczy                                                       | Liczba głosów                                                          | /1                                                                     | /2                                                                     | /3                                                                     | /4                                                                     | /5                                                                     | ...                                                                    | /10                                                                    | Mandaty                                                                | TP                                                                     |
| ---------------------------------------------------------------------- | ---------------------------------------------------------------------- | ---------------------------------------------------------------------- | ---------------------------------------------------------------------- | ---------------------------------------------------------------------- | ---------------------------------------------------------------------- | ---------------------------------------------------------------------- | ---------------------------------------------------------------------- | ---------------------------------------------------------------------- | ---------------------------------------------------------------------- | ---------------------------------------------------------------------- | ---------------------------------------------------------------------- |
|                                                                        | Platforma Obywatelska RP                                               | 112 333                                                                | 112 333                                                                | 56 167                                                                 | 37 444                                                                 | 28 083                                                                 | 22 467                                                                 | ...                                                                    | 11 233                                                                 | 4                                                                      | 3,91                                                                   |
|                                                                        | Prawo i Sprawiedliwość                                                 | 107 350                                                                | 107 350                                                                | 53 675                                                                 | 35 783                                                                 | 26 838                                                                 | 21 470                                                                 | ...                                                                    | 10 735                                                                 | 4                                                                      | 3,73                                                                   |
|                                                                        | Nowoczesna Ryszarda Petru                                              | 32 274                                                                 | 32 274                                                                 | 16 137                                                                 | 10 758                                                                 | 8069                                                                   | 6455                                                                   | ...                                                                    | 3227                                                                   | 1                                                                      | 1,12                                                                   |
|                                                                        | KWW Kukiz’15                                                           | 25 992                                                                 | 25 992                                                                 | 12 996                                                                 | 8664                                                                   | 6498                                                                   | 5198                                                                   | ...                                                                    | 2599                                                                   | 1                                                                      | 0,90                                                                   |
|                                                                        | Polskie Stronnictwo Ludowe                                             | 9710                                                                   | 9710                                                                   | 4855                                                                   | 3237                                                                   | 2428                                                                   | 1942                                                                   | ...                                                                    | 971                                                                    | 0                                                                      | 0,34                                                                   |
| Ogółem                                                                 | Ogółem                                                                 | 287 659                                                                | —                                                                      | —                                                                      | —                                                                      | —                                                                      | —                                                                      | —                                                                      | —                                                                      | 10                                                                     | 10                                                                     |

### Wybory parlamentarne 2019
| Komitet wyborczy                                      | Komitet wyborczy                           | Głosów  | %     | Mandaty | Wybrani posłowie                                                                        |
| ----------------------------------------------------- | ------------------------------------------ | ------- | ----- | ------- | --------------------------------------------------------------------------------------- |
|                                                       | KKW Koalicja Obywatelska PO .N iPL Zieloni | 148 830 | 35,82 | 4       | Tomasz Zimoch, Krzysztof Piątkowski, Iwona Śledzińska-Katarasińska, Małgorzata Niemczyk |
|                                                       | Prawo i Sprawiedliwość                     | 136 731 | 32,90 | 4       | Waldemar Buda, Piotr Gliński, Włodzimierz Tomaszewski, Zbigniew Rau                     |
|                                                       | Sojusz Lewicy Demokratycznej               | 83 524  | 20,10 | 2       | Tomasz Trela, Hanna Gill-Piątek                                                         |
|                                                       | Konfederacja Wolność i Niepodległość       | 27 627  | 6,65  | –       |                                                                                         |
|                                                       | Polskie Stronnictwo Ludowe                 | 18 828  | 4,53  | –       |                                                                                         |
| Frekwencja: 68,32% Źródło: Państwowa Komisja Wyborcza |                                            |         |       |         |                                                                                         |

Poniższa tabela przedstawia podział mandatów dla komitetów wyborczych na podstawie uzyskanych głosów, a następnie obliczonych ilorazów wyborczych na podstawie metody D’Hondta.
| Podział mandatów dla komitetów wyborczych na podstawie metody D’Hondta | Podział mandatów dla komitetów wyborczych na podstawie metody D’Hondta | Podział mandatów dla komitetów wyborczych na podstawie metody D’Hondta | Podział mandatów dla komitetów wyborczych na podstawie metody D’Hondta | Podział mandatów dla komitetów wyborczych na podstawie metody D’Hondta | Podział mandatów dla komitetów wyborczych na podstawie metody D’Hondta | Podział mandatów dla komitetów wyborczych na podstawie metody D’Hondta | Podział mandatów dla komitetów wyborczych na podstawie metody D’Hondta | Podział mandatów dla komitetów wyborczych na podstawie metody D’Hondta | Podział mandatów dla komitetów wyborczych na podstawie metody D’Hondta | Podział mandatów dla komitetów wyborczych na podstawie metody D’Hondta | Podział mandatów dla komitetów wyborczych na podstawie metody D’Hondta | Podział mandatów dla komitetów wyborczych na podstawie metody D’Hondta |
| Komitet wyborczy                                                       | Komitet wyborczy                                                       | Liczba głosów                                                          | Iloraz wyborczy                                                        | Iloraz wyborczy                                                        | Iloraz wyborczy                                                        | Iloraz wyborczy                                                        | Iloraz wyborczy                                                        | Iloraz wyborczy                                                        | Iloraz wyborczy                                                        | Mandaty                                                                | TP                                                                     |                                                                        |
| Komitet wyborczy                                                       | Komitet wyborczy                                                       | Liczba głosów                                                          | /1                                                                     | /2                                                                     | /3                                                                     | /4                                                                     | /5                                                                     | ...                                                                    | /10                                                                    | Mandaty                                                                | TP                                                                     |                                                                        |
| ---------------------------------------------------------------------- | ---------------------------------------------------------------------- | ---------------------------------------------------------------------- | ---------------------------------------------------------------------- | ---------------------------------------------------------------------- | ---------------------------------------------------------------------- | ---------------------------------------------------------------------- | ---------------------------------------------------------------------- | ---------------------------------------------------------------------- | ---------------------------------------------------------------------- | ---------------------------------------------------------------------- | ---------------------------------------------------------------------- | ---------------------------------------------------------------------- |
|                                                                        | KKW Koalicja Obywatelska PO .N iPL Zieloni                             | 148 830                                                                | 148 830                                                                | 74 415                                                                 | 49 610                                                                 | 37 208                                                                 | 29 766                                                                 | ...                                                                    | 14 883                                                                 | 4                                                                      | 3,58                                                                   |                                                                        |
|                                                                        | Prawo i Sprawiedliwość                                                 | 136 731                                                                | 136 731                                                                | 68 366                                                                 | 45 577                                                                 | 34 183                                                                 | 27 346                                                                 | ...                                                                    | 13 673                                                                 | 4                                                                      | 3,29                                                                   |                                                                        |
|                                                                        | Sojusz Lewicy Demokratycznej                                           | 83 524                                                                 | 83 524                                                                 | 41 762                                                                 | 27 841                                                                 | 20 881                                                                 | 16 705                                                                 | ...                                                                    | 8352                                                                   | 2                                                                      | 2,01                                                                   |                                                                        |
|                                                                        | Konfederacja Wolność i Niepodległość                                   | 27 627                                                                 | 27 627                                                                 | 13 814                                                                 | 9209                                                                   | 6907                                                                   | 5525                                                                   | ...                                                                    | 2763                                                                   | 0                                                                      | 0,67                                                                   |                                                                        |
|                                                                        | Polskie Stronnictwo Ludowe                                             | 18 828                                                                 | 18 828                                                                 | 9414                                                                   | 6276                                                                   | 4707                                                                   | 3766                                                                   | ...                                                                    | 1883                                                                   | 0                                                                      | 0,45                                                                   |                                                                        |
| Ogółem                                                                 | Ogółem                                                                 | 415 540                                                                | —                                                                      | —                                                                      | —                                                                      | —                                                                      | —                                                                      | —                                                                      | —                                                                      | 10                                                                     | 10                                                                     |                                                                        |

### Wybory parlamentarne 2023
| Komitet wyborczy                                      | Komitet wyborczy                                                           | Głosów  | %     | Mandaty | Wybrani posłowie |
| ----------------------------------------------------- | -------------------------------------------------------------------------- | ------- | ----- | ------- | --- |
|                                                       | KKW Koalicja Obywatelska PO .N iPL Zieloni                                 | 187 527 | 41,07 | 5       | Dariusz Joński, Aleksandra Wiśniewska, Małgorzata Niemczyk, Paweł Bliźniuk, Marcin Józefaciuk, Krzysztof Piątkowski |
|                                                       | Prawo i Sprawiedliwość                                                     | 122 433 | 26,82 | 3       | Waldemar Buda, Zbigniew Rau, Agnieszka Wojciechowska van Heukelom, Włodzimierz Tomaszewski                          |
|                                                       | Nowa Lewica                                                                | 55 770  | 12,22 | 1       | Tomasz Trela |
|                                                       | KKW Trzecia Droga Polska 2050 Szymona Hołowni – Polskie Stronnictwo Ludowe | 54 283  | 11,89 | 1       | Ewa Szymanowska |
|                                                       | Konfederacja Wolność i Niepodległość                                       | 25 428  | 5,57  | –       | |
|                                                       | Bezpartyjni Samorządowcy                                                   | 5624    | 1,23  | –       | |
|                                                       | Polska Jest Jedna                                                          | 5847    | 1,20  | –       | |
| Frekwencja: 79,37% Źródło: Państwowa Komisja Wyborcza |                                                                            |         |       |         | |

Poniższa tabela przedstawia podział mandatów dla komitetów wyborczych na podstawie uzyskanych głosów, a następnie obliczonych ilorazów wyborczych na podstawie metody D’Hondta.
| Podział mandatów dla komitetów wyborczych na podstawie metody D’Hondta | Podział mandatów dla komitetów wyborczych na podstawie metody D’Hondta     | Podział mandatów dla komitetów wyborczych na podstawie metody D’Hondta | Podział mandatów dla komitetów wyborczych na podstawie metody D’Hondta | Podział mandatów dla komitetów wyborczych na podstawie metody D’Hondta | Podział mandatów dla komitetów wyborczych na podstawie metody D’Hondta | Podział mandatów dla komitetów wyborczych na podstawie metody D’Hondta | Podział mandatów dla komitetów wyborczych na podstawie metody D’Hondta | Podział mandatów dla komitetów wyborczych na podstawie metody D’Hondta | Podział mandatów dla komitetów wyborczych na podstawie metody D’Hondta | Podział mandatów dla komitetów wyborczych na podstawie metody D’Hondta | Podział mandatów dla komitetów wyborczych na podstawie metody D’Hondta | Podział mandatów dla komitetów wyborczych na podstawie metody D’Hondta |
| Komitet wyborczy                                                       | Komitet wyborczy                                                           | Liczba głosów                                                          | Iloraz wyborczy                                                        | Iloraz wyborczy                                                        | Iloraz wyborczy                                                        | Iloraz wyborczy                                                        | Iloraz wyborczy                                                        | Iloraz wyborczy                                                        | Iloraz wyborczy                                                        | Iloraz wyborczy                                                        | Mandaty                                                                | TP                                                                     |
| Komitet wyborczy                                                       | Komitet wyborczy                                                           | Liczba głosów                                                          | /1                                                                     | /2                                                                     | /3                                                                     | /4                                                                     | /5                                                                     | /6                                                                     | ...                                                                    | /10                                                                    | Mandaty                                                                | TP                                                                     |
| ---------------------------------------------------------------------- | -------------------------------------------------------------------------- | ---------------------------------------------------------------------- | ---------------------------------------------------------------------- | ---------------------------------------------------------------------- | ---------------------------------------------------------------------- | ---------------------------------------------------------------------- | ---------------------------------------------------------------------- | ---------------------------------------------------------------------- | ---------------------------------------------------------------------- | ---------------------------------------------------------------------- | ---------------------------------------------------------------------- | ---------------------------------------------------------------------- |
|                                                                        | KKW Koalicja Obywatelska PO .N iPL Zieloni                                 | 187 527                                                                | 187 527                                                                | 93 764                                                                 | 62 509                                                                 | 46 882                                                                 | 37 505                                                                 | 31 255                                                                 | ...                                                                    | 18 753                                                                 | 5                                                                      | 4,21                                                                   |
|                                                                        | Prawo i Sprawiedliwość                                                     | 122 433                                                                | 122 433                                                                | 61 217                                                                 | 40 811                                                                 | 30 608                                                                 | 24 487                                                                 | 20 406                                                                 | ...                                                                    | 12 243                                                                 | 3                                                                      | 2,75                                                                   |
|                                                                        | Nowa Lewica                                                                | 55 770                                                                 | 55 770                                                                 | 27 885                                                                 | 18 590                                                                 | 13 943                                                                 | 11 154                                                                 | 9295                                                                   | ...                                                                    | 5577                                                                   | 1                                                                      | 1,25                                                                   |
|                                                                        | KKW Trzecia Droga Polska 2050 Szymona Hołowni – Polskie Stronnictwo Ludowe | 54 283                                                                 | 54 283                                                                 | 27 142                                                                 | 18 094                                                                 | 13 571                                                                 | 10 857                                                                 | 9047                                                                   | ...                                                                    | 5428                                                                   | 1                                                                      | 1,22                                                                   |
|                                                                        | Konfederacja Wolność i Niepodległość                                       | 25 428                                                                 | 25 428                                                                 | 12 714                                                                 | 8476                                                                   | 6357                                                                   | 5086                                                                   | 4238                                                                   | ...                                                                    | 2543                                                                   | 0                                                                      | 0,57                                                                   |
| Ogółem                                                                 | Ogółem                                                                     | 445 441                                                                | —                                                                      | —                                                                      | —                                                                      | —                                                                      | —                                                                      | —                                                                      | —                                                                      | —                                                                      | 10                                                                     | 10                                                                     |